# Herybert z Kolonii
Herybert z Kolonii, niem. Heribert von Köln (ur. ok. 970 w Wormacji, zm. 16 marca 1021 w Deutz) – kanclerz Italii (od 994) i państwa wschodniofrankijskiego (od 998), arcybiskup Kolonii (999-1021), święty Kościoła katolickiego.

## Życie
O życiu Heryberta pisali hagiograf Lantbert (zm. 1069) i benedyktyński teolog Rupert z Deutz (zm. 1129).
Herybert pochodził z rodu Konradynów. Był synem grafa Hugona z Worms (pol. Wormacja) i jego żony Tietwidy, córki hrabiego Szwabii. Kształcił się w miejscowej szkole katedralnej i w benedyktyńskim opactwie Gorze. W 994 roku otrzymał święcenia kapłańskie z rąk ówczesnego biskupa Wormacji Hildebolda i wkrótce po tym został powołany na urząd kanclerza Italii przez cesarza rzymsko-niemieckiego Ottona III a następnie państwa Franków (po śmierci Bolda Hilde). Po raz pierwszy oba urzędy były w jednych rękach. Herybert był jedną z najważniejszych postaci biorących udział w planie Ottona odnowy rzymskiego imperium (Renovatio Imperium Romanum).
W 999 roku, podczas drugiej kampanii włoskiej, Herybert został wybrany na arcybiskupa Kolonii, otrzymując z rąk Ottona regalia Kolonii oznaczające jej suwerenne prawa w tym kraju. Sakrę biskupią otrzymał na Boże Narodzenie w kolońskiej katedrze. W tym samym roku wybierano papieża. Został nim Sylwester II, który w Benewento wręczył paliusz Herybertowi. Duchową powierniczką i doradczynią została św. Adelajda z Vilich, która była przeoryszą w kolońskim opactwie Panny Marii na Kapitolu od 1002 roku.
W tym samym roku, wezwany przez Ottona III na zamek Paterno w Falerii (płn. Lacjum,) Herybert był przy śmierci cesarza, a jego relikwie przewiózł do Akwizgranu. W trakcie podróży z doczesnymi szczątkami byłego władcy został zatrzymany i uwięziony przez frankijskiego króla Henryka II, późniejszego władcę Królestwa Wschodnich Franków. Mimo napiętych relacji, jakie pomiędzy nimi panowały, towarzyszył nowemu królowi Włoch do Rzymu w 1004 roku. W 1007 roku był sponsorem nowej diecezji w Bambergu, którą powołał Henryk II (późniejszy święty).
Herybert, jako arcybiskup dał się poznać w Kolonii, jako dobry duszpasterz i mąż pokoju. Wróciwszy do Kolonii po śmierci Ottona III, ufundował benedyktyńskie opactwo Deutz w 1003 roku ku czci Matki Bożej zgodnie z obietnicą daną Ottonowi III, na miejscu rzymskiego fortu. Stąd udał do opactwa Gorze w Lotaryngii celem przeprowadzenia reformy klasztoru, będącej przeciwieństwem reformy w Cluny. Jej celem były zakony w świeckim kraju, wolne od wpływów papieża.
Herybert zmarł w opinii świętości w wieku ok. 51 lat. Został pochowany w przyklasztornym kościele w Deutz, który kilkakrotnie niszczony, w XIV i XVI wieku oraz podczas II wojny światowej, został odbudowany w 1970 roku i obecnie jest siedzibą grecko-prawosławnej parafii.

## Kult
Translacja relikwii św. Heryberta odbyła się 30 sierpnia 1147 roku do kościoła, któremu nadano imię świętego pomiędzy 1170 a 1180 rokiem.
Święty Herybert jest patronem Deutz i orędownikiem w sprawie deszczu (co związane jest z legendą budowy opactwa oraz przyjacielem i następcą kolońskiej diecezji Pilgrimem).
W Polsce
Patronuje parafiom w: Wodzisławiu Śląskim i Katowicach jako św. Herbert.
Dzień obchodów
Jego wspomnienie liturgiczne obchodzone jest w dzienną pamiątkę śmierci. W archidiecezji kolońskiej święto obchodzone jest w dzień przeniesienia relikwii (30 sierpnia).